# Une fille unique
Pour plus de détails, voir Fiche technique et Distribution.
Une fille unique est un film français réalisé par Philippe Nahoun et sorti en 1976. Sophie Chemineau y tient le rôle principal.

## Fiche technique
- Titre anglais : A Girl on Her Own
- Réalisation : Philippe Nahoun
- Scénario :
- Photographie : Thomas Mauch
- Type : Noir et blanc
- Son : Yves Osmu
- Musique : Éric Vivié
- Montage : Olivier Froux
- Durée : 112 minutes[1]
- Date de sortie : 24 novembre 1976 ( France)

## Distribution
- Sophie Chemineau : Sophie
- Bruno La Brasca : Bruno
- Philippe Nahoun : Thomas
- Josiane Balasko : Simone
- Serge Maggiani : Serge
- Adée Salicetti : Andrée, la mère de Sophie
- Irène Moreau : Irène
- Bruno Moynot : Raymond
- Olivier Le Turcq : Lucien
- Alec Nicoltzeff : Le maire
- Ula Stöckl : La mère de Bruno